# Krupczatka
Krupczatka – rodzaj jasnej mąki pszennej, o zwiększonym ziarnie ("mąka jasna gruboziarnista"). Najgrubsza pszenna mąka ze stosowanych w polskiej kuchni. Ma konsystencję kaszki. Używa się jej zwłaszcza do pieczenia ciast kruchych i półkruchych, ale także do panierowania i makaronów. Jej typ to 450.